# Крижевци (Горњи Петровци)
Крижевци (словен. Križevci, мађ. Tótkeresztúr) су насељено место у општини Горњи Петровци, Помурска регија, Словенија.

## Историја
До територијалне реорганизације у Словенији били су у саставу старе општине Мурска Собота.

## Становништво
У попису становништва из 2011. године, Крижевци су имали 402 становника.
| Број становника према пописима | Број становника према пописима | Број становника према пописима |
| ------------------------------ | ------------------------------ | ------------------------------ |
| 1991                           | 2002                           | 2011                           |
| 507                            | 437                            | 402                            |

Напомена: До 1952. исказивано под именом Крижевци в Прекмурју.